# Блу-Ридж-Шорс (Вірджинія)
Блу-Ридж-Шорс (англ. Blue Ridge Shores) — переписна місцевість (CDP) в США, в окрузі Луїза штату Вірджинія. Населення — 801 особа (2020).

## Географія
Блу-Ридж-Шорс розташований за координатами 38°6′29″ пн. ш. 78°1′28″ зх. д. / 38.10806° пн. ш. 78.02444° зх. д. (38.108015, -78.024566).  За даними Бюро перепису населення США в 2010 році переписна місцевість мала площу 4,67 км², з яких 3,55 км² — суходіл та 1,12 км² — водойми.

## Демографія
Згідно з переписом 2010 року, у переписній місцевості мешкало 813 осіб у 332 домогосподарствах у складі 231 родини. Густота населення становила 174 особи/км².  Було 566 помешкань (121/км²).
Расовий склад населення:
| - 92,3 % — білих - 5,2 % — чорних або афроамериканців - 0,6 % — азіатів - 0,1 % — корінних американців |

До двох чи більше рас належало 1,7 %. Частка іспаномовних становила 3,4 % від усіх жителів.
За віковим діапазоном населення розподілялося таким чином: 23,6 % — особи молодші 18 років, 58,9 % — особи у віці 18—64 років, 17,5 % — особи у віці 65 років та старші. Медіана віку мешканця становила 40,3 року. На 100 осіб жіночої статі у переписній місцевості припадало 95,9 чоловіків;  на 100 жінок у віці від 18 років та старших — 91,1 чоловіків також старших 18 років.
Середній дохід на одне домашнє господарство  становив 59 312 долари США (медіана — 65 966), а середній дохід на одну сім'ю — 64 959 доларів (медіана — 67 102). Медіана доходів становила 40 382 долари для чоловіків та 42 656 доларів для жінок. За межею бідності перебувало 2,4 % осіб, у тому числі 0,0 % дітей у віці до 18 років та 0,0 % осіб у віці 65 років та старших.
Цивільне працевлаштоване населення становило 454 особи. Основні галузі зайнятості: освіта, охорона здоров'я та соціальна допомога — 30,8 %, науковці, спеціалісти, менеджери — 16,7 %, будівництво — 14,3 %.